# Jimmy Schmidt
Jimmy Schmidt (Montevideo, 15 de diciembre de 1981) es un exfutbolista uruguayo. Jugaba de arquero.

## Clubes
| Club                      | País         | Año         |
| ------------------------- | ------------ | ----------- |
| Nacional                  | Uruguay      | 1999 - 2003 |
| Villa Española            | Uruguay      | 2003        |
| Plaza Colonia             | Uruguay      | 2003 - 2004 |
| RAEC Mons (préstamo)      | Bélgica      | 2004        |
| Rampla Juniors (préstamo) | Uruguay      | 2005        |
| Plaza Colonia             | Uruguay      | 2005        |
| Hércules                  | España       | 2006        |
| Central Español           | Uruguay      | 2007 - 2009 |
| Sport Áncash              | Perú         | 2009 - 2011 |
| Cobresol                  | Perú         | 2011        |
| Envigado                  | Colombia     | 2012 - 2013 |
| Huracán                   | Uruguay      | 2014 - 2015 |
| Desconocido               | Bandera de ? | 2016 - 2017 |
| Uruguay                   | Uruguay      | 2018        |

## Palmarés

### Campeonatos nacionales
| Título                    | Club     | País    | Año  |
| ------------------------- | -------- | ------- | ---- |
| Torneo Apertura           | Nacional | Uruguay | 1999 |
| Liguilla Pre-Libertadores | Nacional | Uruguay | 1999 |
| Torneo Apertura           | Nacional | Uruguay | 2000 |
| Campeonato Uruguayo       | Nacional | Uruguay | 2000 |
| Torneo Clausura           | Nacional | Uruguay | 2001 |
| Campeonato Uruguayo       | Nacional | Uruguay | 2001 |
| Torneo Apertura           | Nacional | Uruguay | 2002 |
| Campeonato Uruguayo       | Nacional | Uruguay | 2002 |